# حصى الشواطئ

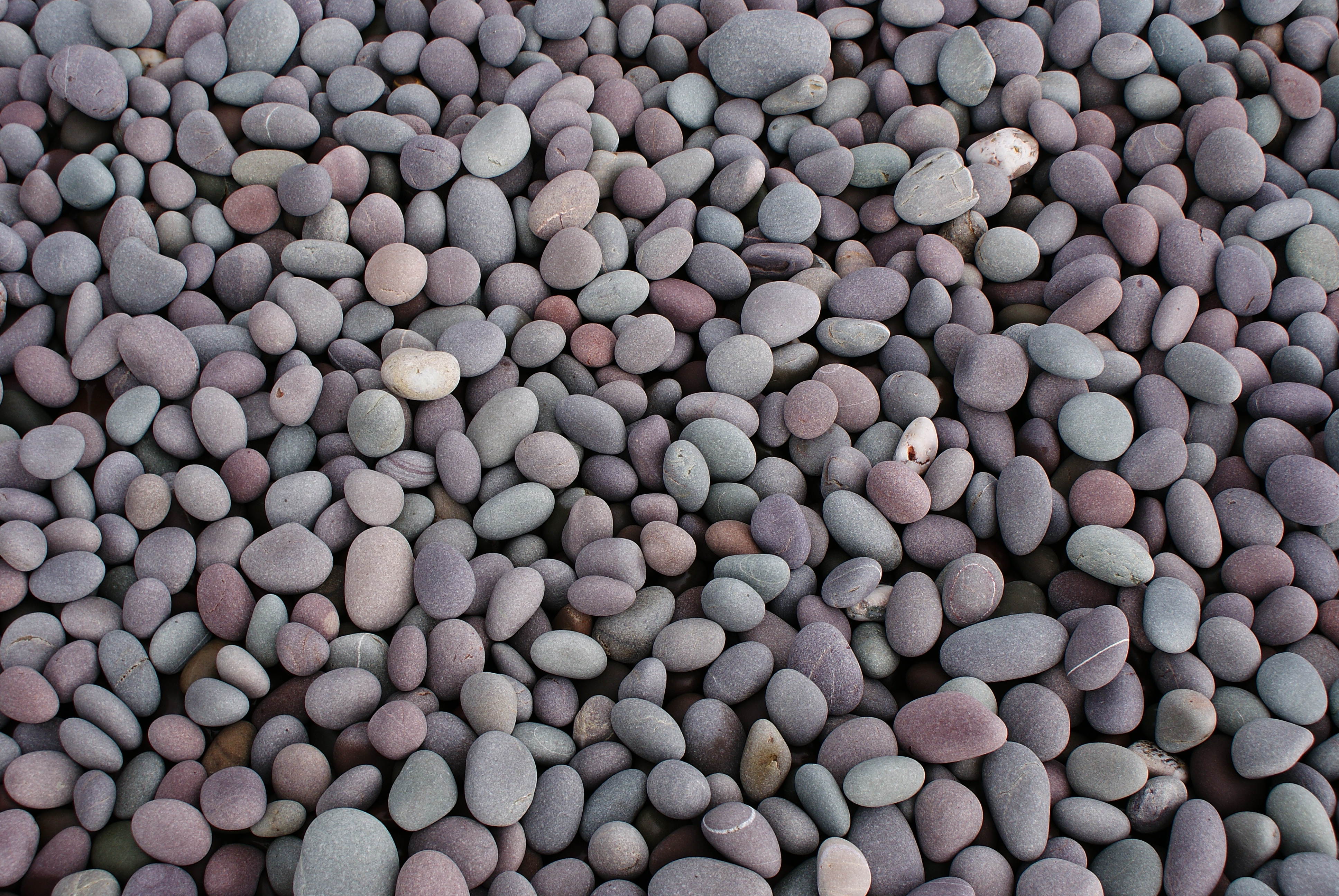
الحصى على شاطئ شينجل في سومرست، إنجلترا

الحصاة كتلة صخرية يبلغ حجم جسيمها من 4 إلى 64 ملم وفق مقياس Krumbein phi لحجم حبيبات التربة من علم الرسوبيات. تعتبر الحصى بشكل عام أكبر من الحبيبات (قطرها من 2 إلى 4 مليمترات) وأصغر من الحصى الكبيرة (قطرها من 64   إلى 256 ملم). تسمى الصخرة المصنوعة في الغالب من الحصى تكتل أو رصيص. تعد الأدوات في فترة أولدوان من أقدم القطع الأثرية المعروفة من صنع الإنسان، والتي يعود تاريخها إلى العصر الحجري القديم من تاريخ البشرية.
ويطلق على الشاطئ المكون بشكل رئيسي من الحصى السطحية عادة شاطئ شينجل. ويتميز هذا النوع من الشواطئ بخصائص تدريع فيما يتعلق بالتآكل بسبب الأمواج، بالإضافة إلى وجود منافذ بيئية توفر موئلاً للحيوانات والنباتات.
تتواجد ضفاف الحصى الداخلية (بها كميات كبيرة من الحصى) في بعض المواقع، مثل مدخل نهر أور، حيث تمثل ضفاف الحصى المتحركة تحديات ملاحية ملحوظة.
تتواجد الحصى بألوان وقوام مختلف ويمكن أن يكون لها خطوط، تعرف باسم العروق، من الكوارتز أو المعادن الأخرى. تكون الحصى ناعمة في الغالب ولكن، اعتمادًا على عدد مرات ملامستها للبحر، يمكن أن يكون لها علامات اتصال مع صخور أخرى أو حصى أخرى. قد تنمو كائنات حية مثل الحزاز فوق الحصى التي تركت بسبب المد والجزر، مما يدل على عدم وصول مياه البحر إليها.

## المكان
توجد الحصى في موقعين، إما على شواطئ المحيطات والبحار المختلفة، أوالداخلية منها حيث كانت البحار القديمة تغطي مساحة من الأرض. وعندما تراجعت البحار، أصبحت الصخور غير ساحلية. يمكن العثور عليها أيضًا في البحيرات والبرك. يمكن أن تتكون الحصى أيضًا في الأنهار، وتنتقل إلى مصبات الأنهار حيث يستمر صقلها في البحر.
تتميز حصى الشاطئ وحصى الأنهار (المعروفة أيضًا باسم صخرة النهر) بتكوينها الجيولوجي ومظهرها.

### على شاطئ البحر

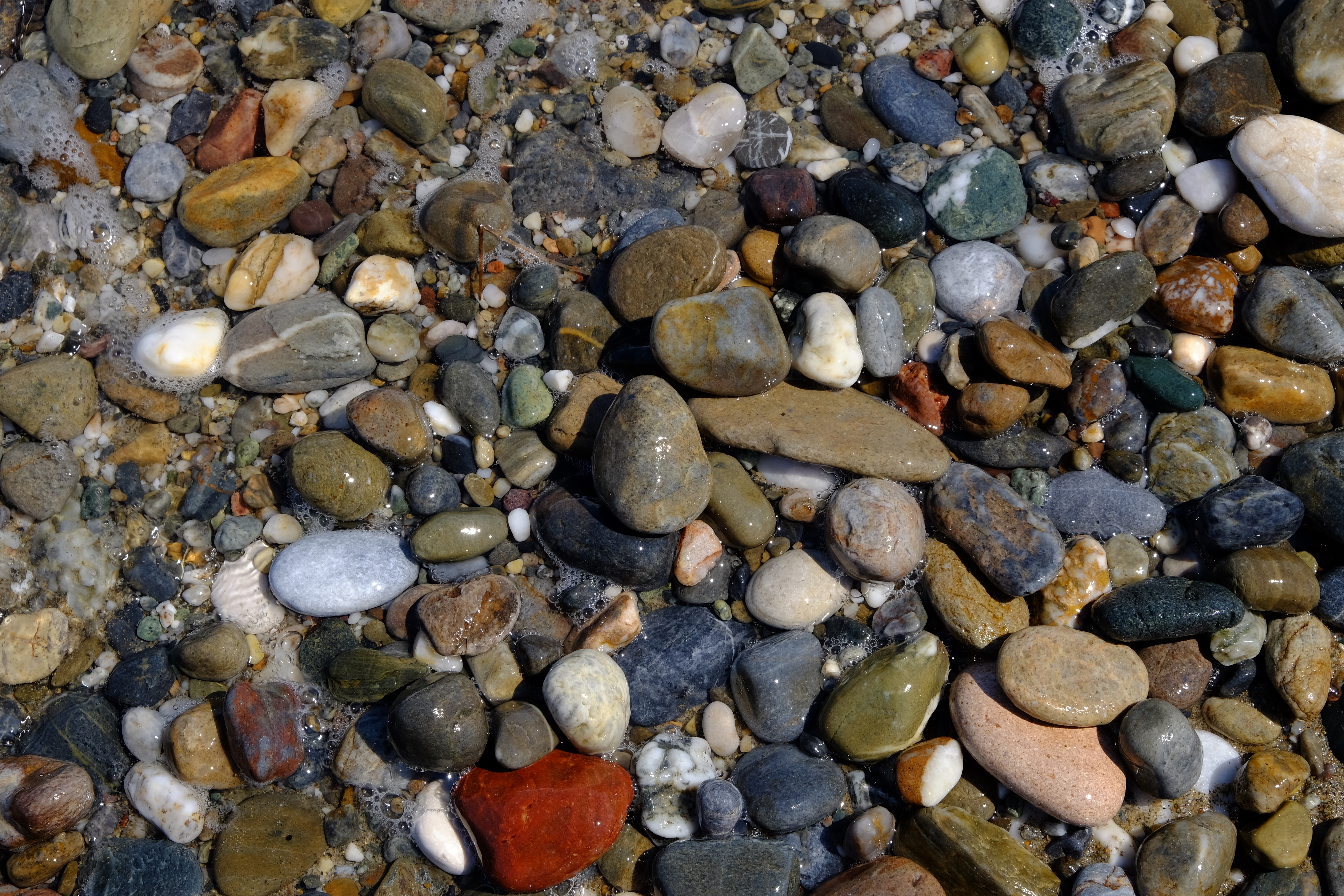
حصى على شاطئ ريثيمنو ، كريت.

تتشكل حصى الشاطئ تدريجيًا بمرور الوقت حيث تغسل مياه المحيط جزيئات الصخور السائبة. وويبقى الحصي بمظهرها الناعم وشكلها المستدير. ويكون حجمها النموذجي من 2 مم إلى 50 مم. وتتراوح الألوان من الأبيض الشفاف إلى الأسود، وتشمل ظلال من الأصفر والبني والأحمر والأخضر. تم العثور على بعض الشواطئ وافرة الحصى على طول ساحل المحيط الهادي، بدءًا من الولايات المتحدة وتمتد حتى طرف أمريكا الجنوبية في الأرجنتين. تم العثور على شواطئ حصوية أخرى في شمال أوروبا (خاصة على شواطئ البحر النرويجي)، وعلى طول ساحل المملكة المتحدة وأيرلندا، وعلى شواطئ أستراليا، وحول جزر إندونيسيا واليابان.

### الداخلية منها
عادة ما يتم العثور على الحصى الداخلية (الحصى النهرية من صخور النهر) على طول شواطئ الأنهار والبحيرات الكبيرة. تتشكل هذه الحصى عندما تغسل المياه المتدفقة جزيئات الصخور في القاع وعلى طول شواطئ النهر. تعتمد نعومة ولون حصى النهر على عدة عوامل، مثل تكوين تربة ضفاف النهر، والخصائص الكيميائية للمياه، وسرعة التيار. ولأن تيار النهر ألطف من أمواج المحيط، فإن حصى الأنهار ليست عادة سلسة مثل حصى الشاطئ. الألوان الأكثر شيوعًا لصخور النهر هي الأسود والرمادي والأخضر والبني والأبيض.

## الاستخدام البشري

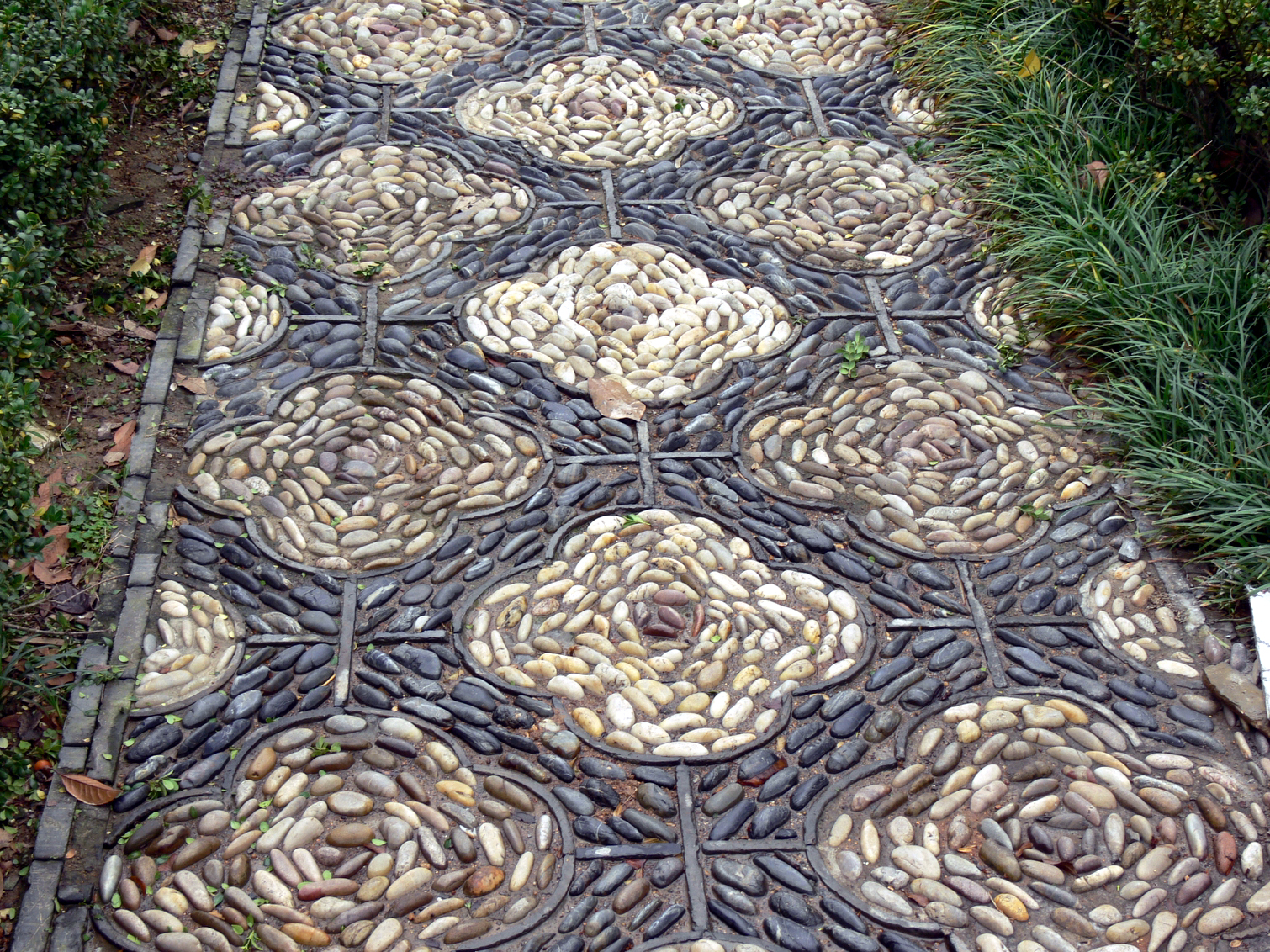
ممر مزين بالحصى مع الخرسانة.

تستخدم الحصى الشاطئية والحصى النهرية لمجموعة متنوعة من الأغراض، سواء في خارج المنازل أو في الداخل. يمكن تصنيفها حسب اللون والحجم، ويمكن أيضًا تلميعها لتحسين النسيج واللون. في الخارج المنازل، غالبًا ما يتم استخدام الحصى الشاطئية للمناظر الطبيعية والبناء لكونها عناصر زخرفية. غالبًا ما تُستخدم حصى الشاطئ لتغطية الممرات، حول المسابح مثلا، أو داخل أماكن زراعة نباتات الزينة وحولها، وفي الباحات والطوابق. تُستخدم حصى الشاطئ والنهر أيضًا لإنشاء حدائق للمياه في المناطق التي تندر فيها المياه. تستخدم الحصى الصغيرة أيضًا لإنشاء مساحات معيشة وحدائق على أسطح المباني. أما في داخل المنازل، فيمكن استخدام الحصى في مسندة الكتب وثقالة الورق. كما تستخدم الحصى الكبيرة لإنشاء بيوت «صخور مدللة» للأطفال.

## تواجدها خارج الأرض
تم العثور على ألواح من الصخور المليئة بالحصى على المريخ، وتم تفسيرها من قبل العلماء على أنها تشكلت في مجرى مائي قديم. وتتراوح الحصى التي تم اكتشافها بواسطة Curiosity في ناسا من حجم جزيئات الرمل إلى حجم كرات الجولف. وقد أظهر التحليل أن الحصى قد ترسبت من خلال مجرى كان يتدفق.

## معرض الصور

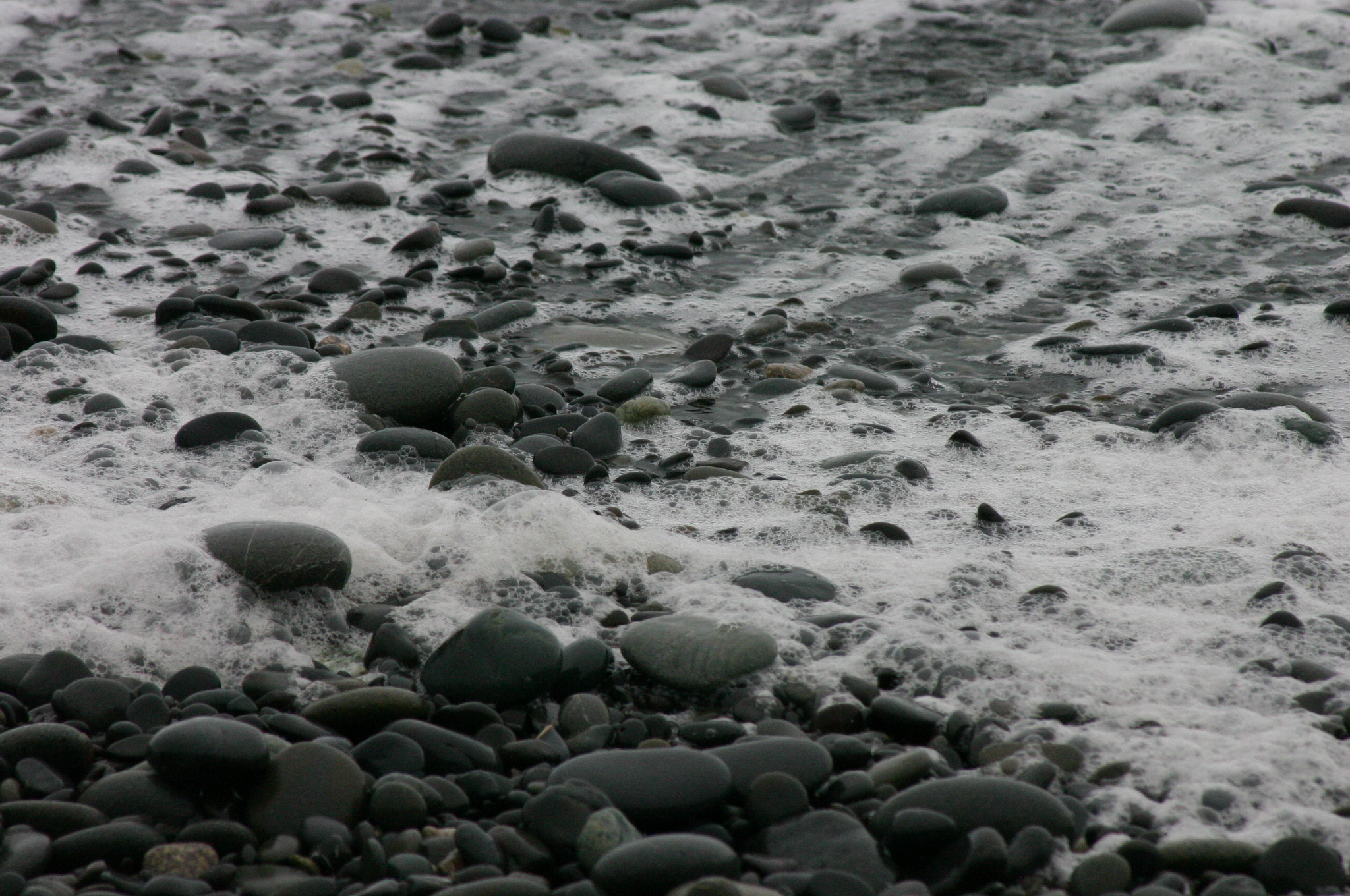
أمواج البحر تجعل الحصى لامعة في شكل زوايا مستديرة
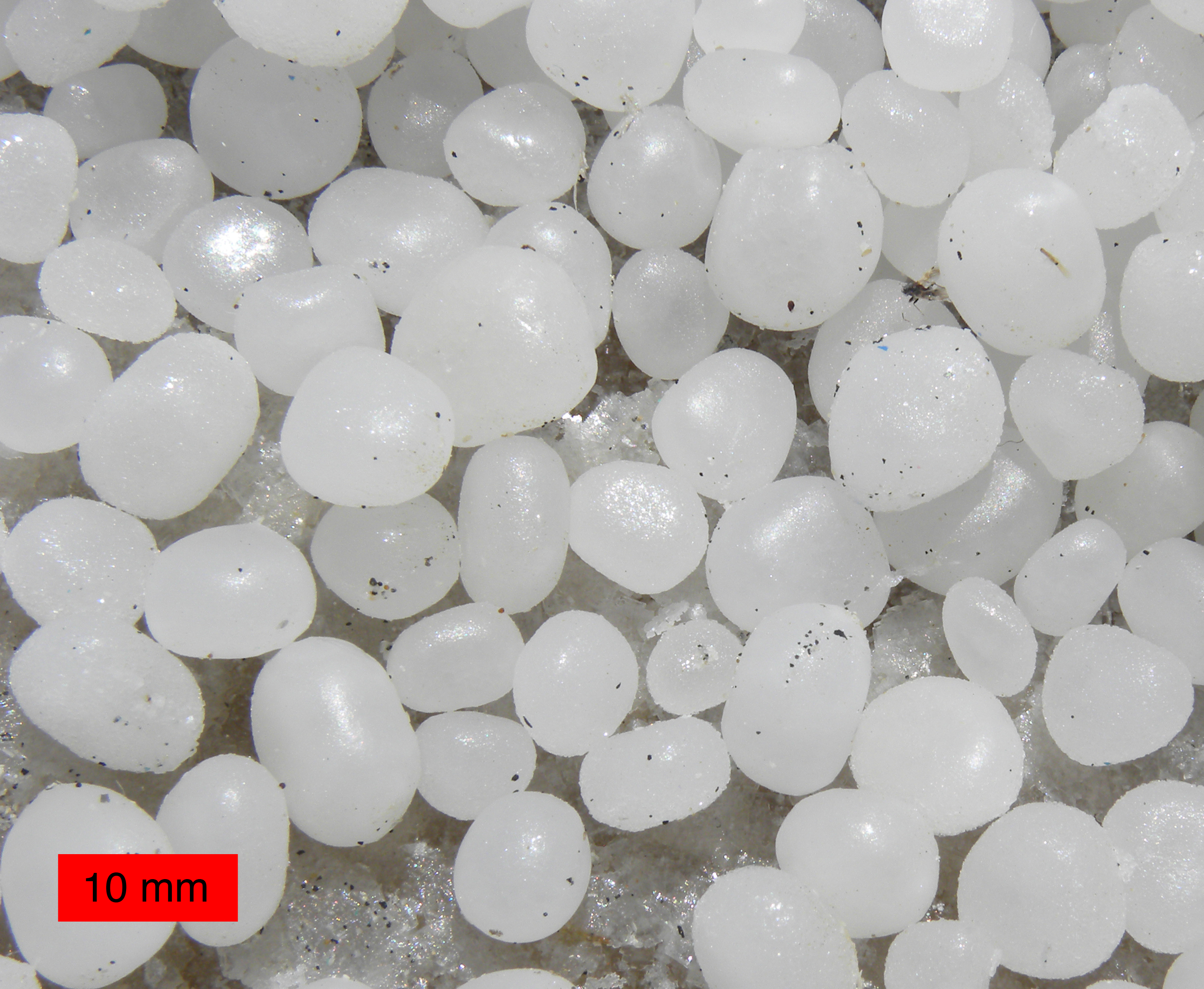
الحصى الشاطئية مصنوعة من الهاليت. ساحل البحر الميت.
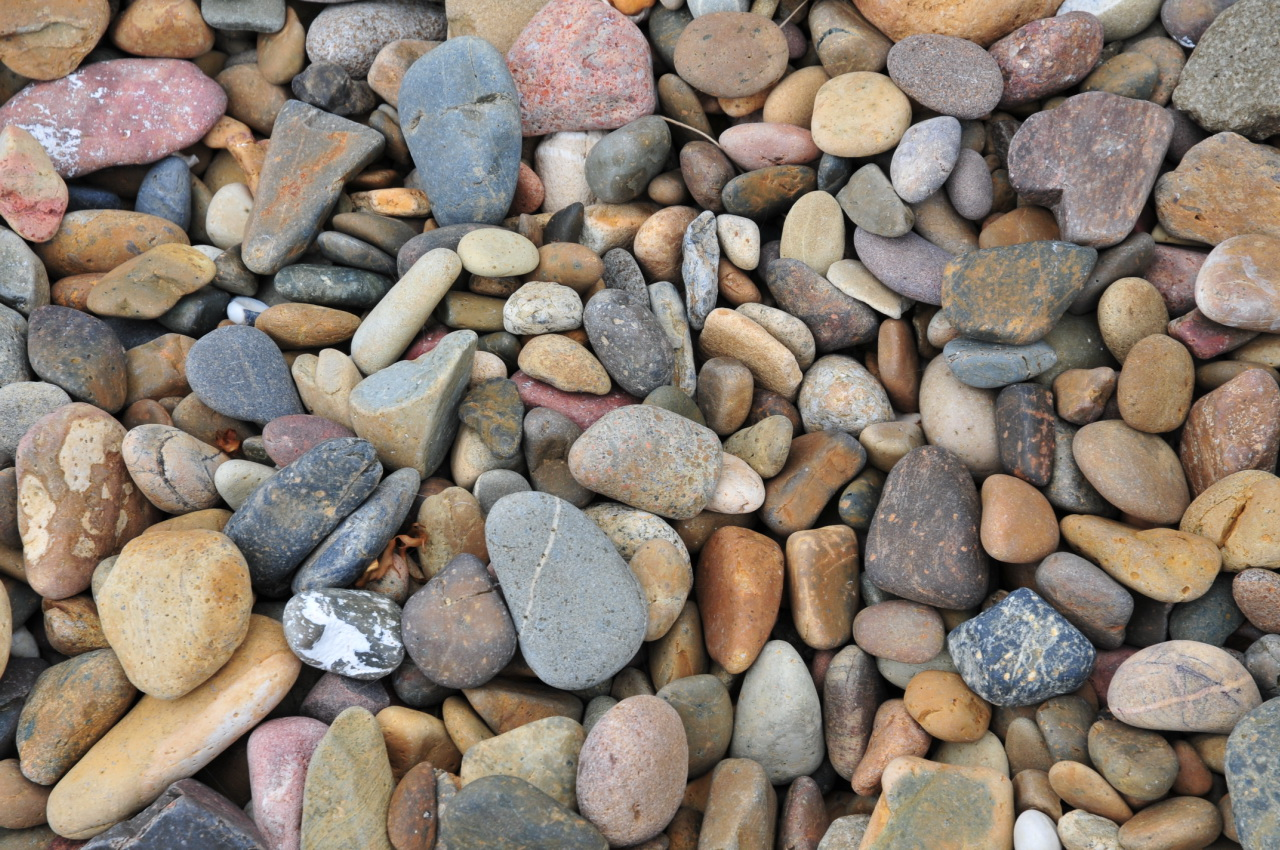
الحصى على الشاطئ في Broulee ، أستراليا